# Odontophrynus
Odontophrynus és un gènere de granotes de la família Leptodactylidae.

## Taxonomia
- Odontophrynus achalensis
- Odontophrynus americanus
- Odontophrynus barrioi
- Odontophrynus carvalhoi
- Odontophrynus cordobae
- Odontophrynus cultripes
- Odontophrynus lavillai
- Odontophrynus moratoi
- Odontophrynus occidentalis
- Odontophrynus salvatori